# جام نمایشگاه امپراتوری
جام نمایشگاه امپراتوری یک مسابقه فوتبال بود که در سال ۱۹۳۸ همراه با نمایشگاه امپراتوری اسکاتلند در سال ۱۹۳۸ در گلاسکو برگزار شد. این تورنمنت برای بزرگداشت این نمایشگاه برگزار شد که سپس در بلاهوستون پارک در جریان بود و جایزه یک مدال نقره‌ای جامد از برج تایت بود.
چهار تیم از اسکاتلند و چهار تیم از انگلیس در رقابت مستقیم حذفی شرکت کردند. برنتفورد جای همتای لندنی آرسنال را گرفت که تصمیم به انصراف گرفت. سلتیک در فینال، در ۲۰ خرداد ۱۳۱۷، اورتون را ۱–۰ با گل جانی کرام در وقت اضافه شکست داد. فینال توسط جمعیتی بیش از ۸۲،۰۰۰ نفر در پارک آیبروکس تماشا شد. این تورنمنت، مانند جام تاجگذاری بعدی، در آن زمان بسیار مورد توجه قرار گرفت زیرا به تیم‌ها این فرصت را داد تا خود را در برابر تیم‌های لیگ‌های دیگر در روزهای قبل از فوتبال اروپا محک بزنند.

## تیم‌ها
| تیم      | نحوه صعود                                 |
| -------- | ----------------------------------------- |
| آبردین   | نایب قهرمان لیگ دسته اول اسکاتلند ۳۷–۱۹۳۶ |
| سلتیک    | قهرمان لیگ دسته اول اسکاتلند ۳۸–۱۹۳۷      |
| هارتس    | نایب قهرمان لیگ دسته اول اسکاتلند ۳۸–۱۹۳۷ |
| رنجرز    | قهرمان لیگ دسته اول اسکاتلند ۳۷–۱۹۳۶      |
| برنتفورد | مقام ششم لیگ دسته اول انگلیس ۳۸–۱۹۳۷      |
| چلسی     | مقام دهم لیگ دسته اول انگلیس ۳۸–۱۹۳۷      |
| اورتون   | مقام چهاردهم لیگ دسته اول انگلیس ۳۸–۱۹۳۷  |
| ساندرلند | قهرمان جام حذفی ۳۷–۱۹۳۶                   |

## مرحله یک‌چهارم
- سلتیک ۰ – ۰ (و.ا.)[۷]  ساندرلند
- آبردین ۴ – ۱  چلسی
- اورتون ۲ – ۰  رنجرز
- هارتس ۱ – ۰  برنتفورد

بازی اضافه
- سلتیک ۳ – ۱ (و.ا.)[۸] ساندرلند

## نیمه نهایی
| سلتیک | ۱–۰   | هارتس |
| ----- | ----- | ----- |
| کرام  | [ ۹ ] |       |

| اورتون | ۳–۲ | آبردین |
| ------ | --- | ------ |
| ؟'     |     | ؟'     |

## فینال
| سلتیک    | ۱–۰ (و.ا.) | اورتون |
| -------- | ---------- | ------ |
| کرام ۹۵' |            |        |

| سلتیک: |  |                     |
|        |  |                     |
| GK     |  | جو کناوی            |
| RB     |  | بابی هوگ            |
| LB     |  | جان موریسون         |
| RH     |  | چیک گریتونز         |
| CH     |  | ویلی لیون (کاپیتان) |
| LH     |  | جورج پاترسون        |
| OR     |  | جیمی دلانی          |
| IR     |  | مالکی مک‌دونالد      |
| CF     |  | جانی کرام           |
| IL     |  | جان دیورس           |
| OL     |  | فرانک مورفی         |

| اورتون: |  |                    |
|         |  |                    |
| GK      |  | تد سگار            |
| RB      |  | بیلی کوک (کاپیتان) |
| LB      |  | نورمن گرینهالگ     |
| RH      |  | جو مرکر            |
| CH      |  | تی‌جی جونز          |
| LH      |  | جاک تامسون         |
| OR      |  | آلبرت گلدارد       |
| IR      |  | جیمز کونلیف        |
| CF      |  | تامی لاوتون        |
| IL      |  | الکس استیونسن      |
| OL      |  | والتر بویز         |